# Metagraphinotus berlae
Metagraphinotus berlae is een hooiwagen uit de familie Gonyleptidae.